# Curcuma caulina
Curcuma caulina là một loài thực vật có hoa trong họ Gừng. Loài này được John Graham mô tả khoa học đầu tiên năm 1839.

## Phân bố
Loài này có tại các quận Satara, Ambaghat, Pune và Ratnagiri, tất cả đều thuộc bang Maharashtra, tây nam Ấn Độ. Loài này là một loại cây thân thảo cao, thân rễ sống lâu năm, mọc ở những nơi râm mát, ẩm ướt trong rừng mưa miền núi, trên đồng cỏ và trảng cây bụi trên đá, trên các cao nguyên có cao độ lớn đến 900 m ở phía bắc Tây Ghats, trong vùng sinh thái rừng cây lá sớm rụng ẩm ướt Bắc Tây Ghats.
Từ thân rễ của loài này tại Ấn Độ người ta làm ra một loại bột màu trắng giống như bột dong riềng, do đó nó được trồng rộng rãi ở một số nơi như Goa, Diu, Daman, Dadra và Nagar Haveli.

## Mô tả
Cây thân thảo, lá sống một năm, cao 50–120 cm, thân rễ hình trứng, lâu năm với nhiều củ hình elipxoit mọc ra từ các rễ chùm to mập, bên trong củ màu trắng; thơm, thân có lá, cao 1-1,6 m, nhẵn nhụi. Lá kích thước 30-50 × 10–15 cm, hình mũi mác-thuôn dài, đỉnh nhọn, thu hẹp ở gốc, gợn sóng, gân nổi rõ, nhẵn nhụi, có bẹ ở cuống lá. Hoa mọc thành cành hoa bông thóc, dài 10–15 cm, màu vàng hoặc trắng, đường kính 8 cm, có lá bắc, mỗi lá bắc có 4-5 hoa, lá bắc dài 2–6 cm, màu trắng ánh lục, nhuốm màu đỏ, hình nêm-hình trứng ngược. Đài hoa dạng màng, hình ống, chia 3 thùy. Ống tràng hoa dài 5–6 cm, thanh mảnh; các thùy dạng màng, 2 thùy nhỏ hơn và 1 thùy lớn hơn, thùy lớn hình trứng thuôn dài, hơi nhọn, các thùy nhỏ hơn thuôn dài-thẳng. Nhị lép bên hình cánh hoa, dài 1,4-1,8 cm. Môi tròn, đường kính 0,8–1 cm, chia 2 thùy có dải màu vàng ở chỗ phân chia. Bao phấn thuôn dài, có cựa ở gốc. Chỉ nhị rất ngắn. Bầu nhụy 3 ngăn; vòi nhụy ẩn giữa các ngăn của bao phấn, đầu nhụy 2 môi, hình phễu, nhô ra ngoài bao phấn, có lông rung ở đỉnh. Hạt hình trứng, có áo hạt.